# 광업령
광업령은 일제강점기 1910년대, 1915년 12월 조선총독부가 식민지 조선에 대한 광산독점권을 한층 강화하기 위해 공포한 법령이다.

## 같이 보기
- 일제강점기
- 조선총독부
- 토지조사사업
- 산림령
- 어업령
- 임야 조사령